# Tortelli alla lastra
I tortelli alla lastra (o nella lastra) sono un piatto unico e cibo di strada a base di una sfoglia di pasta simile a quella della piadina, ripiena e poi chiusa. Il nome deriva da una lastra di pietra refrattaria, detta anche teglia  (tégia in romagnolo), su cui venivano tradizionalmente cotti.
Sono un prodotto agroalimentare tradizionale romagnolo e toscano, tipico dell'Appennino tosco-romagnolo e diffuso soprattutto nella zona attorno a Bagno di Romagna, Premilcuore, Portico e San Benedetto e Santa Sofia in provincia di Forlì-Cesena, Chiusi della Verna, Poppi e Pieve Santo Stefano in quella di Arezzo.

## Preparazione
Si preparano stendendo lo stesso impasto della piadina (farina di grano tenero con l'acqua ed il sale) con il matterello, per ottenere una sfoglia sottile. La versione classica viene farcita con un ripieno di patate lesse passate e condite con soffritto di pancetta, pecorino, noce moscata, pepe e sale; altre versioni includono patate lesse con zucca  oppure erbe (biete o spinaci) lessate con ricotta e formaggio grattugiato.
Il ripieno viene distribuito su metà della sfoglia e coperto con l'altra metà; utilizzando una rotella si chiudono i tortelli, dividendoli in forme quadrate di 8–10 cm di lato circa. La cottura, molto simile a quella della piadina e dei crescioni romagnoli, prevede che i tortelli debbano stare sulla lastra per 3-4 minuti, girandoli più volte, finché entrambe le superfici non abbiano assunto il classico colorito dorato con punte di bruciatura. La pietra, su cui venivano tradizionalmente cotti i tortelli, conferisce alla superficie del tortello una particolare ruvidità che lo rende più apprezzabile. In Romagna la cottura può avvenire anche su una teglia di terracotta  (tégia in romagnolo) o testo (tëst), la stessa utilizzata per la piadina, o oggi più comunemente su una piastra di ghisa, posta sul fornello della cucina.

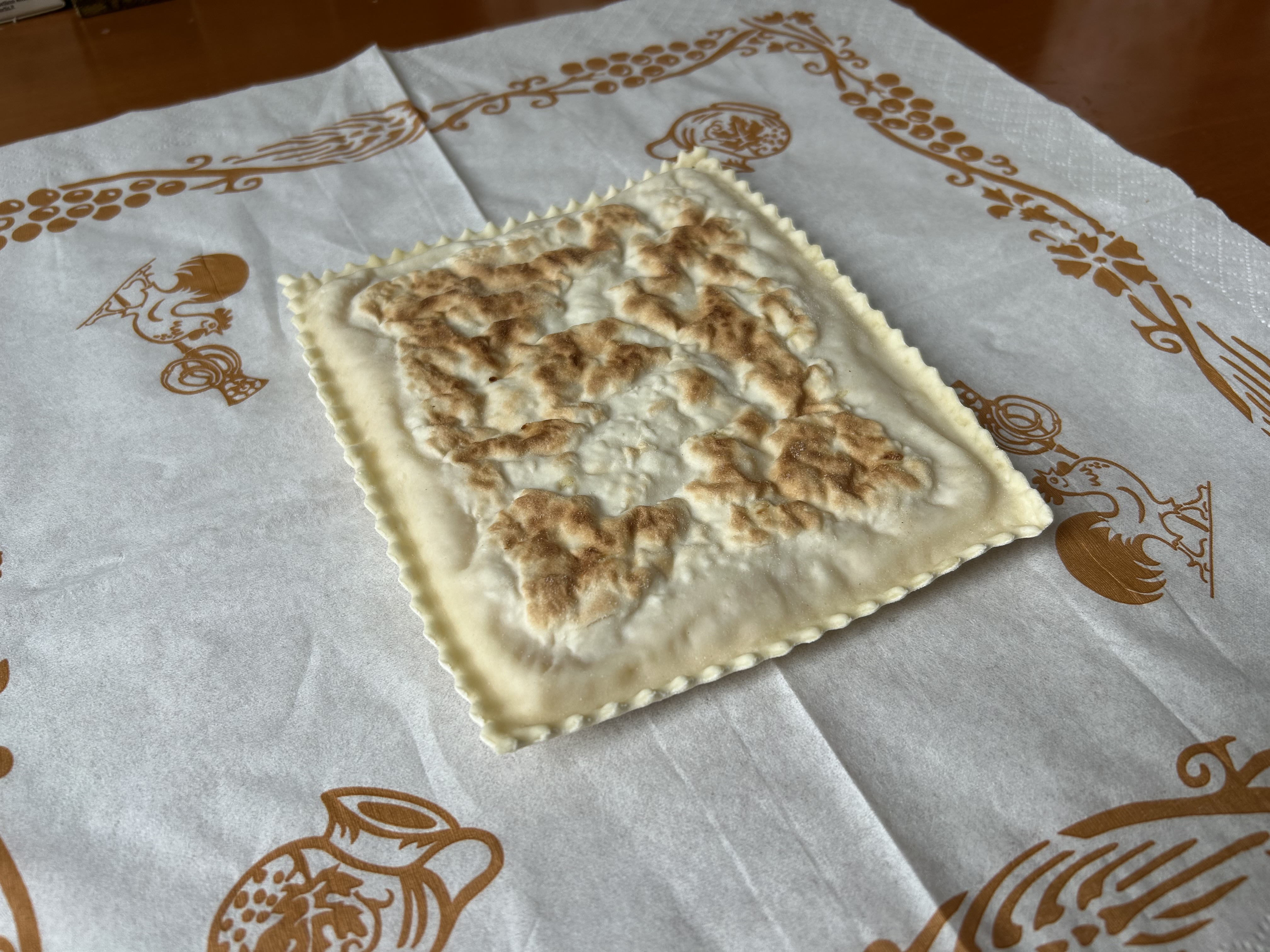
Tortello alla lastra su stampa romagnola

Possono essere consumati come antipasto, piatto di mezzo, fuori pasto o cibo di strada o freddi il giorno dopo.

## Sagre gastronomiche
Si tengono annualmente sagre dedicate in Toscana (Corezzo, Pieve Santo Stefano, in provincia di Arezzo)  e in Romagna (Bagno di Romagna, Galeata, Premilcuore, Santa Sofia in provincia di Forlì-Cesena).

## Riconoscimenti
Prodotto agroalimentare tradizionale
- Tortelli alla lastra (Emilia-Romagna)[7];
- Tortelli alla lastra di Corezzo (Toscana)[7]